# We Are Not Your Kind
We Are Not Your Kind (укр. Ми не такі, як ви) — шостий студійний альбом американського хеві-метал-гурту Slipknot. Записаний в EastWest Studios у Голлівуді, штат Каліфорнія, зі співпродюсером Грегом Фідельманом, який раніше продюсував альбом гурту .5: The Gray Chapter (2014), він вийшов 9 серпня 2019 року на лейблі Roadrunner Records. Назва альбом взята з тексту пісні «All Out Life», яка вийшла окремим синглом у 2018 році та бонус-треком до японського видання альбому. We Are Not Your Kind — єдиний альбом Slipknot, записаний колективом з восьми учасників, оскільки колишній перкусіоніст Кріс Фен був звільнений з гурту в березні 2019 року після того, як подав на Slipknot судовий позов за нібито несплачений гонорар.
We Are Not Your Kind отримав схвалення критиків; численні оглядачі називали альбом одним із найкращих релізів у кар'єрі Slipknot, високо оцінюючи рівень експериментів, продемонстрований у ключових піснях, а також вважали його знаковим релізом у жанрі важкого металу. Сингл «Unsainted» досяг 10 місця в американському чарті Billboard Mainstream Rock, а «Solway Firth» потрапив до першої десятки чарту UK Rock & Metal Singles. We Are Not Your Kind дебютував під першим номером в американському та британському чартах, а також у кількох інших хіт-парадах по всьому світу.

## Передумови та написання пісень
Робота над шостим студійним альбомом Slipknot почалася в лютому 2017 року, коли гітарист гурту Джим Рут і перкусіоніст Шон Креєн разом почали писати новий матеріал. В інтерв'ю Rolling Stone у листопаді 2016 року Креєн заявив, що гурт поки пише пісні, але коли саме вирушить до студії — ще невідомо. Пізніше він додав, що учасники гурту хотіли не поспішати записувати нові пісні, намагаючись встигнути у заздалегідь встановлений термін, як вони робили раніше. Це влітку 2015 року перкусіоніст заявив, що хоче написати концептуальний альбом, схожий наThe Wall від Pink Floyd або Sgt. Pepper's Lonely Hearts Club Band від Beatles, ймовірно, у формі подвійного альбому із визначеною концепцією та численними інструментальними інтерлюдіями. Кілька заготовок пісень було запозичено з демо-записів, записаних під час попереднього туру, і за словами Креєна, у гурту були «сотні ідей».
В серпні 2017 року Креєн розказав, що було створено «близько 27 композицій». В інтерв'ю NME він додав, що «багато з нас збираються у вересні, щоб почати працювати над цими 27 музичними творами, і ми збираємося додати ще декілька», підтверджуючи наміри випустити подвійний альбом. В інтерв'ю Metal Hammer у жовтні Креєн розповів, що працював з Рутом і барабанщиком Джеєм Вайнбергом над упорядкуванням матеріалу, написаного під час попереднього турне, який у поєднанні з новими ідеями призвів до «семи чи восьми» повних пісень. Значна частина процесу створення пісень відбувалася без фронтмена гурту Корі Тейлора, який провів 2017 рік, записуючи шостий альбом його іншого проєкту Stone Sour Hydrograd. На початку 2018 року вокаліст почав писати тексти для трьох нових пісень, які, за його словами, мали бути засновані на подіях його життя за останні кілька років. У квітні Тейлор стверджував, що написав тексти для «майже всієї» нової музики гурту.

## Запис і виробництво
В розмові з HMV про процес запису альбому, Рут згадав, що гурт витратив багато часу на роботу над початковими аранжуваннями, пояснивши: «Ми витратили більшість часу на демо. Ми створили їх і дозволили їм розвиватися». Це дозволило групі «зробити крок назад»  і переглянути записи пізніше, що призвело до того, що гітарист назвав «органічним» результатом. Проте він додав, що фінальна частина студійної роботи стала «великим викликом», зауваживши, що «хотів би мати більше часу власне для запису альбому». Рут також відрізняв підхід до We Are Not Your Kind від його попередника .5: The Gray Chapter; він нагадав, що для релізу 2014 року «[ці] пісні прийшли прямо з мого гаража, і вони не мали такої сили, як у живої групи», в той час, як на новому записі «ми грали пісні як гурт і записували їх із клік-треком та без нього; і саме дублі без клік-треку потрапили до остаточної версії».
Через кількість часу, витраченого на написання та запис демо-версій для альбому, багато треків із сесій We Are Not Your Kind залишилися невиданими. За словами Креєна, гурт записав загалом 22 пісні та 26 інтермедій для альбому, від багатьох з яких відмовилися на користь сильніших треків. Перед релізом альбому перкусіоніст розповів журналу Kerrang!, що «є ще 15 пісень, які не потрапили до альбому», принаймні сім або вісім з яких були записані із вокалом. Виступаючи в подкасті Metal Talks сервісу Spotify, Креєн пояснив, що обираючи, які пісні включити до альбому, він намагається «уявити [себе] фанатом у світі, в якому ми живемо сьогодні». Далі він сказав, що саме через це «All Out Life» не увійшла до альбому: на його думку, шанувальники воліли б почути нову пісню замість тієї, яка вже була відома раніше.

## Музика та тексти
We Are Not Your Kind відносили до жанрів ню-метал, альтернативний метал, грув-метал, екстремальний метал та хард-рок. Оглядачі та учасники гурту вважали його одним із найбільш експериментальних альбомів у кар'єрі Slipknot. Альбом містить інструментальні композиції та елементи електронної музики, прогресивного року, електророку, реп-металу та електроіндастріалу. Під час інтерв'ю з Деніелом П. Картером на радіостанції BBC Radio 1 Корі Тейлор стверджував, що гурт «ймовірно розширив власні межі креативності та експериментальності якомога далі», додавши, що «ми не тільки побували у місцях, на які музично натякали протягом багатьох років, але насправді ніколи не досягали повністю, але також зробили найважчі речі, ніж будь-коли». Емілі Картер із Kerrang! описала We Are Not Your Kind як «найбільш експериментальний альбом 'Knot на сьогодні», автор NME Джордан Бассет назвав його «Slipknot на максимумі артистизму», а Ройзін О'Коннор з The Independent стверджувала, що «чиста амбіція We Are Not Your Kind така ж приголомшлива, як і їхній оригінальний альбом Iowa». Декілька критиків відзначили «Spiders» як одну з найбільш авангардних пісень на альбомі, в якій «моторошні звуки фортепіано» та «розсипчасті удари барабанів» переважають більш поширені низькі гітарні рифи.
Ще одною якістю We Are Not Your Kind, яку розрекламували під час підготовки до релізу, стала важкість музики. Ще в червні 2018 року Тейлор заявив, що їхній шостий альбомом буде «схожим на Iowa за рівнем важкості». Пізніше він заявив, що альбом містить одну з найважчих пісень у їхній кар'єрі. Сем Тейлор з Financial Times визнав, що гурт «не блефував», коли робив такі заяви, зауваживши, що альбом «часто знаходиться на межі виснаження». Автор Gigwise Анна Сміт також припустила, що We Are Not Your Kind містить «чи не найважчий матеріал з моменту однойменного дебюту [гурту]». Рецензуючи альбом для вебсайту Blabbermouth.net, Джей Г. Горанія похвалив спроби гурту бути важкими на We Are Not Your Kind: описуючи їхні перші два альбоми, Горанія висловив думку, що «Slipknot ніби намагалися бути найважчим гуртом на ринку і занадто старалися», зробивши висновок, що «коли вони зараз перевантажилися, це виглядає більш автентично та виразно».
За словами Корі Тейлора, We Are Not Your Kind містив деякі з його найбільш особистих пісень на той момент. Фронтмен пояснив, що «особисто для мене це були важкі кілька років. […] Я зміг трохи впоратися з депресією і сформулювати спосіб, як це описати». На початку написання текстів він стверджував, що «це, мабуть, мій найбільш автобіографічний матеріал за багато років», описуючи зміст лірики як «темний… справді темний». На тексти Тейлора вплинуло розставання з тодішньою дружиною Стефані Лубі 2016 року; в інтерв'ю виданню Loudwire він пояснив, що «наратив [на альбомі] з'явився, коли я намагався подолати наслідки дійсно токсичних стосунків». Ще однією темою, яка вплинула на тексти альбому, став глобальний «розкол», який, як стверджував Тейлор, підживлював президент США Дональд Трамп через «фанатизм» і «расизм».

## Просування та випуск

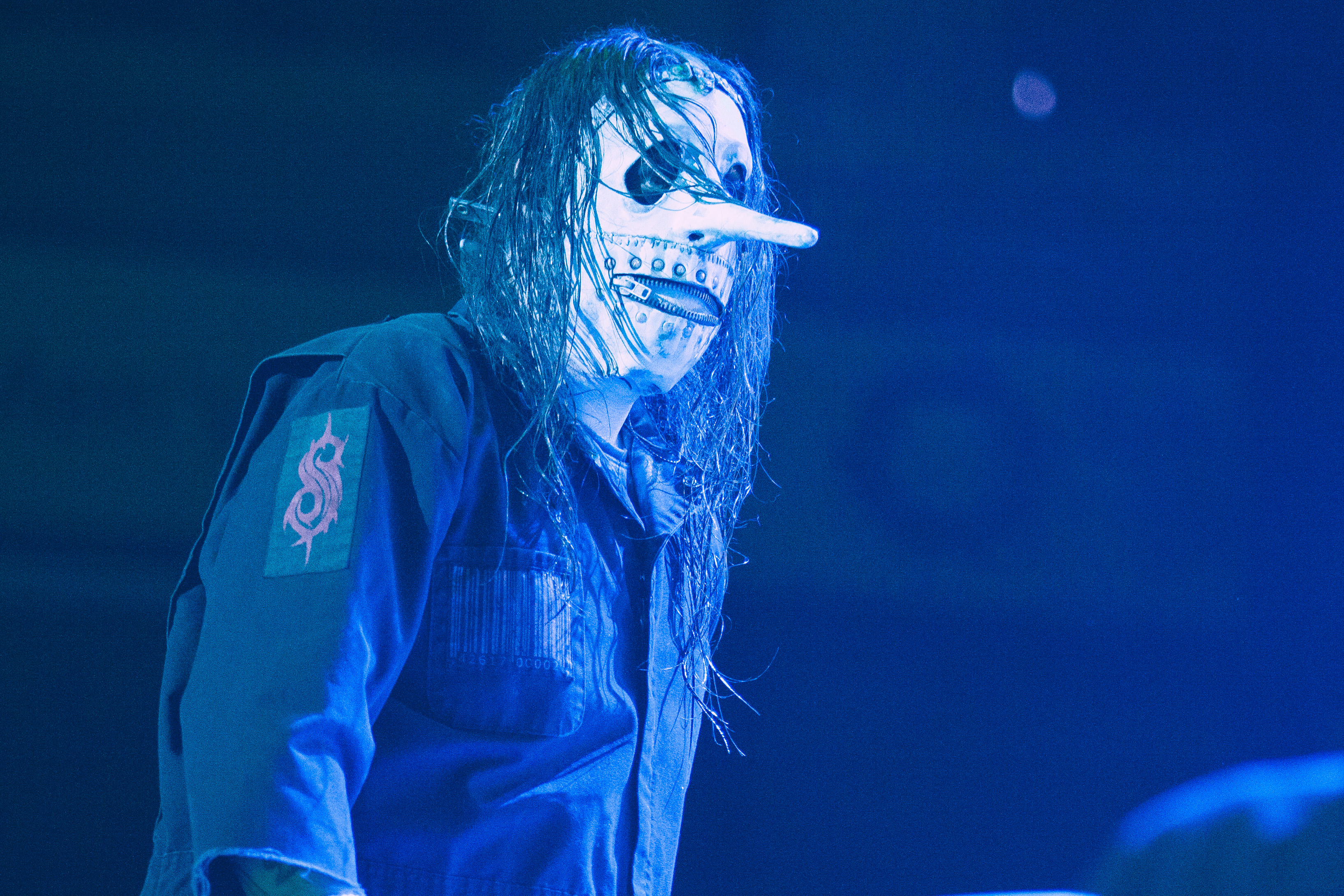
Перкусіоніста Кріса Фена звільнили зі Slipknot у березні 2019 року після того, як він подав на гурт до суду за несплату роялті.

Першою новою піснею, випущеною під час запису We Are Not Your Kind, був сингл «All Out Life», що вийшов 31 жовтня 2018 року. Його спродюсував Грег Фідельман, який пізніше працював над альбомом. Музичний відеокліп на пісню, знятий Шоном «Клоуном» Креєном, встановив рекорд гурту за кількістю переглядів за один день на YouTube, набравши понад 3,4 мільйона. Спочатку планувалося, що трек з'явиться на We Are Not Your Kind (назва якого взята з тексту цієї пісні), однак врешті решт від цього відмовилися. Вокаліст Корі Тейлор пізніше пояснив, що «це була окрема річ, яка просто дала людям знати, що ми нікуди не ділися». У лютому 2019 року гурт запустив вебсайт із тизером за URL-адресою wearenotyourkind.com, а через кілька днів було підтверджено дату виходу альбому. За два місяці гурт оприлюднив трек-лист альбому й офіційно підтвердив, що той називатиметься We Are Not Your Kind.
Менш ніж через два тижні після оголошення дати виходу альбому стало відомо, що перкусіоніст Кріс Фен подав до суду на решту гурту (з Тейлором і Креєном в ролі окремих відповідачів), стверджуючи, що з нього було утримано роялті від мерчандайзингу та гастролей. Через кілька днів його звільнили з гурту, а в офіційному пресрелізі було зазначено, що «Кріс знає, чому він більше не є частиною Slipknot. Ми розчаровані тим, що він вирішив вказувати на інших та вигадувати претензії, а не робити те, що було необхідно, щоб продовжувати бути частиною Slipknot». Посаду Фена посів невідомий виконавець, якого шанувальники прозвали «Людина-тортилья» через дизайн маски. Пізніше Джим Рут заявив, що відхід Фена мало вплинув на виробництво альбому.
16 травня 2019 року, в день офіційного анонсу альбому, Slipknot випустили перший синглом «Unsainted» разом із музичним відео, яке розкрило нові маски кожного учасника. Відео побило рекорд популярності серед записів гурту, встановлений «All Out Life», отримавши понад 4,7 мільйона переглядів на YouTube за перші 24 години. Сингл посів 10 місце в американському чарті Billboard Mainstream Rock, що стало найвищою позицією гурту з часів «The Devil in I» 2014 року, а також 68 місце в чарті синглів Великобританії, найвищу позицію гурту з часів «Psychosocial» (2008 рік). Дебютне виконання пісень «Unsainted» та «All Out Life» відбулося наступного дня, коли гурт виступив на телешоу Jimmy Kimmel Live!, зігравши наживо вперше з листопада 2016 року. «Solway Firth» вийшов як другий сингл альбому 22 липня, досягши 14 місця в чарті Billboard Hot Rock Songs. 5 серпня вийшов третій сингл «Birth of the Cruel», а 16 грудня — четвертий та останній сингл «Nero Forte».
Після короткого виступу на Jimmy Kimmel Live! Slipknot виступали на низці європейських фестивалів протягом літа 2019 року. Зокрема, гурт вчетверте став хедлайнером британського фестивалю Download, кадри з якого пізніше увійшли до музичного відео «Solway Firth». З липня по вересень відбувся перший тур Knotfest Roadshow у Північній Америці. Пізніше того ж року Slipknot мали виступити на розігріві у Metallica в Австралії та Новій Зеландії, але концерти було скасовано через те, що фронтмен Metallica Джеймс Хетфілд потрапив у реабілітаційний центр. 2020 року турне продовжилося виступами у Великій Британії та Європі. Міжнародний реліз We Are Not Your Kind відбувся 9 серпня 2019 року на лейблі Roadrunner Records. Хоча пісня «All Out Life» і не потрапила до альбому, вона з'явилася як бонус-трек до японського видання.

## Критичні відгуки
We Are Not Your Kind був схвально сприйнятий музичними критиками. На сайті-агрегаторі Metacritic, який визначає нормалізований рейтинг за 100-бальною шкалою, покладаючись на оцінки від основних музичних видань, альбом отримав середню оцінку 89 балів на основі 14 рецензій. Журналіст Forbes Квентін Сінгер заявив, що альбом був «метал-магнум-опусом».
У п'ятизірковому огляді для NME Джордан Бассет описав We Are Not Your Kind як «дивовижний запис: ревуче, жахливе заглиблення в нутрощі відрази гурту, первісний крик нескінченно винахідливого екстремального металу та пекучої мізантропії». Автор Kerrang! Емілі Картер також надала альбому найвищу оцінку, написавши, що «за 20 років після свого дебюту Slipknot такі ж сміливі, безстрашні та хвилюючі, як завжди». Ройзін О'Коннор з The Independent сказала, що «сама амбіція We Are Not Your Kind така ж приголомшлива, як і їхній основоположний запис Iowa, а динаміка може бути навіть кращою». Подібним чином Майкл Пементел з Consequence of Sound назвав альбом потужною еволюцією стилю гурту, назвавши «одним із найсильніших альбомів у їхній кар'єрі». Джо Сміт-Енгельхардт із Exclaim! описав його як «повернення до форми» після останніх двох альбомів, які були «дещо шаблонними». Джей Х. Горанія з Blabbermouth.net назвав платівку «сяючою перлиною в короні Slipknot».
Численні критики вважали головний сингл «Unsainted» одним із найяскравіших моментів альбому. Бассет назвав пісню «однією з найкращих речей, які коли-небудь робили Slipknot», а Корі Ґроу з Rolling Stone описав як «одну з найзахопливіших — і найжорсткіших — пісень у кар'єрі гурту». Анна Сміт із Gigwise назвала пісню «бажаним поєднанням старого та нового». Інші коментатори зосереджувалися на експериментальному характері платівки. Адам Ріс з Metal Hammer зазначив, що «A Liar's Funeral» і «Not Long for This World» мають «найбільший вплив» на альбом, тоді як автор Loudwire Джон Відерхорн написав, що «На We Are Not Your Kind … Slipknot на просто використали свої сильні сторони; вони значно розширили свої параметри, ведучи гурт у музичних напрямках, на які раніше лише натякали». Фронтмен гурту Корі Тейлор також отримав широку похвалу за тексти та вокал, який Картером назвав «видатним», а Пементел — «чудовим».
Дуже небагато рецензій на We Are Not Your Kind містили серйозну критику альбому. Пементел визнав, що «відверто кажучи, враховуючи всю стилізацію, продюсування та креативність, важко знайти в альбомі щось погане», стверджуючи, що «фанати, які сумують за раннім звучанням гурту, можуть не зачепитися за We Are Not Your Kind негайно, але навіть ці слухачі, ймовірно, звернуть увагу на цей винятковий лонгплей». Автор Pitchfork Енді О'Коннор визнав, що хоча альбом «може запропонувати більше, ніж очікувалося», він «все ще іноді надзвичайно недалекоглядний», стверджуючи, що «Slipknot знають, що для них працює, і занадто це експлуатують». Називаючи альбом «найкращий записом Slipknot за останні 15 років», на сайті Sputnikmusic поскаржилися на його довжину та одноманітний ритм.

## Визнання
| Видання            | Рейтинг                                           | Позиція |        |
| ------------------ | ------------------------------------------------- | ------- | ------ |
| Consequence        | 30 найкращих метал + хард-рок альбомів 2019 року  | 3       | [ 76 ] |
| Exclaim!           | 10 найкращих метал- та хардкор-альбомів 2019 року | 7       | [ 77 ] |
| The Independent    | 50 найкращих альбомів 2019 року                   | 14      | [ 78 ] |
| Kerrang!           | 50 найкращих альбомів 2019 року                   | 1       | [ 79 ] |
| Loudwire           | 50 найкращих метал-альбомів 2019 року             | –       | [ 80 ] |
| Heavy Metal Awards | Найкращі альбоми 2019 року                        | 1       | [ 81 ] |
| NME                | 50 найкращих альбомів 2019 року                   | 13      | [ 82 ] |
| Revolver           | 25 найкращих альбомів 2019 року                   | 2       | [ 83 ] |
| Rolling Stone      | 10 найкращих метал-альбомів 2019 року             | 1       | [ 84 ] |
| Sputnikmusic       | 50 найкращих альбомів 2019 року                   | 41      | [ 85 ] |
| Ultimate Guitar    | 20 найкращих альбомів 2019 року                   | 6       | [ 86 ] |

| Видання      | Рейтинг                                 | Місце |        |
| ------------ | --------------------------------------- | ----- | ------ |
| Consequence  | 25 найкращих метал-альбомів 2010-х      | 15    | [ 87 ] |
| Kerrang!     | 75 найкращих альбомів 2010-х            | 8     | [ 88 ] |
| Louder Sound | 50 найкращих метал-альбомів 2010-х      | 3     | [ 89 ] |
| Loudwire     | 66 найкращих метал-альбомів десятиліття | 25    | [ 90 ] |
| NME          | Найкращі альбоми десятиліття: 2010-ті   | 48    | [ 91 ] |
| Revolver     | 25 найкращих альбомів 2010-х            | 16    | [ 92 ] |

## Комерційні показники
We Are Not Your Kind потрапив до першої десятки в чартах альбомів понад двадцяти країн, дебютувавши на вершині приблизно в десяти з них (включно з австралійськими, бельгійськими, канадськими, фінськими, ірландськими, португальськими, іспанськими, британськими та американськими чартами). Альбом дебютував на вершині американського Billboard 200 із 118 000 альбомних еквівалентів, включаючи 102 000 чистих продажів альбомів, ставши третім поспіль альбомом Slipknot, який досяг вершини національного чарту, після All Hope Is Gone та .5: The Gray Chapter. Десять композицій з альбому потрапили до чарту Billboard Hot Rock Songs: «Nero Forte» під номером 11, «Birth of the Cruel» (№ 14), «Critical Darling» (№ 19), «Orphan» (№ 28), «Red Flag» (№ 30), «Spiders» (№ 34), «A Liar's Funeral» (№ 38), «Insert Coin» (№ 39), «Death Because of Death» (№ 40) і «Not Long for This World» (№ 43). Альбом дебютував на першому місці у UK Albums Chart, посунувши Еда Ширана з альбомом No.6 Collaborations Project, який очолював хіт-парад чотири тижні поспіль; за перший тиждень було продано 31 800 одиниць, включаючи 25 500 фізичних копій. Перше місце британського чарту альбом Slipknot посів вперше з 2001 року, коли вийшла платівка Iowa.

## Список пісень
Автор музики і слів Корі Тейлор, Джим Рут та Шон Креєн, окрім вказаних пісень. 
| #     | Назва                     | Автор                              | Тривалість |
| ----- | ------------------------- | ---------------------------------- | ---------- |
| 1.    | «Insert Coin»             |                                    | 1:38       |
| 2.    | «Unsainted»               | Тейлор Рут Креєн Вентурелла        | 4:20       |
| 3.    | «Birth of the Cruel»      |                                    | 4:35       |
| 4.    | «Death Because of Death»  |                                    | 1:20       |
| 5.    | «Nero Forte»              | Тейлор Рут Томсон Креєн Вентурелла | 5:15       |
| 6.    | «Critical Darling»        | Тейлор Рут Томсон Креєн            | 6:25       |
| 7.    | «A Liar's Funeral»        |                                    | 5:27       |
| 8.    | «Red Flag»                |                                    | 4:11       |
| 9.    | «What's Next»             |                                    | 0:53       |
| 10.   | «Spiders»                 | Тейлор Рут Томсон Креєн            | 4:03       |
| 11.   | «Orphan»                  |                                    | 6:01       |
| 12.   | «My Pain»                 |                                    | 6:48       |
| 13.   | «Not Long for This World» |                                    | 6:35       |
| 14.   | «Solway Firth»            |                                    | 5:56       |
| 63:29 |                           |                                    |            |

| Бонус-трек до японського видання | Бонус-трек до японського видання | Бонус-трек до японського видання |
| #                                | Назва                            | Тривалість                       |
| -------------------------------- | -------------------------------- | -------------------------------- |
| 15.                              | «All Out Life»                   | 5:40                             |
| 69:09                            |                                  |                                  |

## Учасники запису
Список учасників взято з буклета до альбому.
- Slipknot
  - (#8) Корі Тейлор – головний і бек-вокал
  - (#7) Мік Томсон – гітари
  - (#6) Шон «Клоун» Креєн — перкусія, бек-вокал, художнє керівництво, фотографія
  - (#5) Крейг «133» Джонс – семпли, медіа, клавіатури
  - (№4) Джим Рут – гітари
  - (#0) Сід Вілсон – вертушки, клавішні
  - Алессандро Вентурелла — бас, фортепіано, синтезатор
  - Джей Вайнберг – ударні
- Запрошені музиканти
  - Angel City Chorale – хоровий вокал на «Unsainted»
  - (#3) Кріс Фен — перкусія та бек-вокал у «All Out Life»
  - Кет Прімо – додатковий вокал у пісні «Death Because of Death»
- Додатковий персонал
  - Slipknot – виробництво
  - Грег Фідельман – виробництво, звукоінженер
  - Грег Гордон – звукоінженер
  - Сара Кілліон – звукоінженер
  - Пол Фіг – звукоінженер
  - Бо Боднар – асистент звукоінженера
  - Чаз Секстон – асистент звукоінженера
  - Джо Баррезі – зведення
  - Джун Муракава – асистент зведення
  - Ден Монті – монтаж
  - Боб Людвіг – мастеринг
  - Майкл Боланд – дизайн
  - Александрія Креєн-Конвей – фотографія групи

## Місця в чартах
| Хіт-парад (2019)                                     | Найвища позиція |
| ---------------------------------------------------- | --------------- |
| Австралія Australian Albums (ARIA)                   | 1               |
| Австрія Austrian Albums (Ö3 Austria)                 | 3               |
| Бельгія Belgian Albums (Ultratop Flanders)           | 1               |
| Бельгія Belgian Albums (Ultratop Wallonia)           | 1               |
| Канада Canadian Albums (Billboard)                   | 1               |
| Чехія Czech Albums (ČNS IFPI)                        | 4               |
| Данія Danish Albums (Hitlisten)                      | 7               |
| Нідерланди Dutch Albums (MegaCharts)                 | 2               |
| Фінляндія Finnish Albums (Suomen virallinen lista)   | 1               |
| Франція French Albums (SNEP)                         | 2               |
| Німеччина German Albums (Offizielle Top 100)         | 2               |
| Угорщина Hungarian Albums (MAHASZ)                   | 2               |
| Ірландія Irish Albums (IRMA)                         | 1               |
| Італія Italian Albums (FIMI)                         | 3               |
| Японія Japan Hot Albums (Billboard Japan)            | 8               |
| Японія Japanese Albums (Oricon)                      | 9               |
| Латвія Latvian Albums (LAIPA)                        | 6               |
| Литва Lithuanian Albums (AGATA)                      | 9               |
| Мексика Mexican Albums (AMPROFON)                    | 1               |
| Нова Зеландія New Zealand Albums (Recorded Music NZ) | 2               |
| Норвегія Norwegian Albums (VG-lista)                 | 3               |
| Норвегія Norwegian Vinyl Albums (VG-lista)           | 1               |
| Польща Polish Albums (ZPAV)                          | 3               |
| Португалія Portuguese Albums (AFP)                   | 1               |
| Шотландія Scottish Albums (OCC)                      | 1               |
| Іспанія Spanish Albums (PROMUSICAE)                  | 1               |
| Швеція Swedish Albums (Sverigetopplistan)            | 4               |
| Швейцарія Swiss Albums (Schweizer Hitparade)         | 2               |
| Велика Британія UK Albums (OCC)                      | 1               |
| Велика Британія UK Rock & Metal Albums (OCC)         | 1               |
| США US Billboard 200                                 | 1               |
| США Top Rock Albums (Billboard)                      | 1               |

| Хіт-парад (2019)                       | Позиція |
| -------------------------------------- | ------- |
| Australian Albums (ARIA)               | 49      |
| Austrian Albums (Ö3 Austria)           | 55      |
| Belgian Albums (Ultratop Flanders)     | 73      |
| Belgian Albums (Ultratop Wallonia)     | 146     |
| French Albums (SNEP)                   | 187     |
| German Albums (Offizielle Top 100)     | 43      |
| Mexican Albums (AMPROFON)              | 94      |
| Swiss Albums (Schweizer Hitparade)     | 66      |
| US Top Album Sales (Billboard)         | 32      |
| US Top Current Album Sales (Billboard) | 28      |
| US Top Rock Albums (Billboard)         | 37      |
| US Top Hard Rock Albums (Billboard)    | 14      |

## Сертифікації
| Регіон                                                                                          | Сертифікація | Продажі |
| ----------------------------------------------------------------------------------------------- | ------------ | ------- |
| Австрія (IFPI Austria)                                                                          | Золотий      | 7500    |
| Канада (Music Canada)                                                                           | Золотий      | 40 000  |
| Велика Британія (BPI)                                                                           | Золотий      | 100 000 |
| *продажі, що базуються лише на сертифікаціях ^відвантаження, що базуються лише на сертифікаціях |              |         |